# 维达洛芬
维达洛芬是一种用於兽医学的非甾体抗炎药（NSAID），用來治疗狗和马的肌肉骨骼疾病引起的疼痛和炎症，以及马绞痛引起的疼痛。 

## 合成

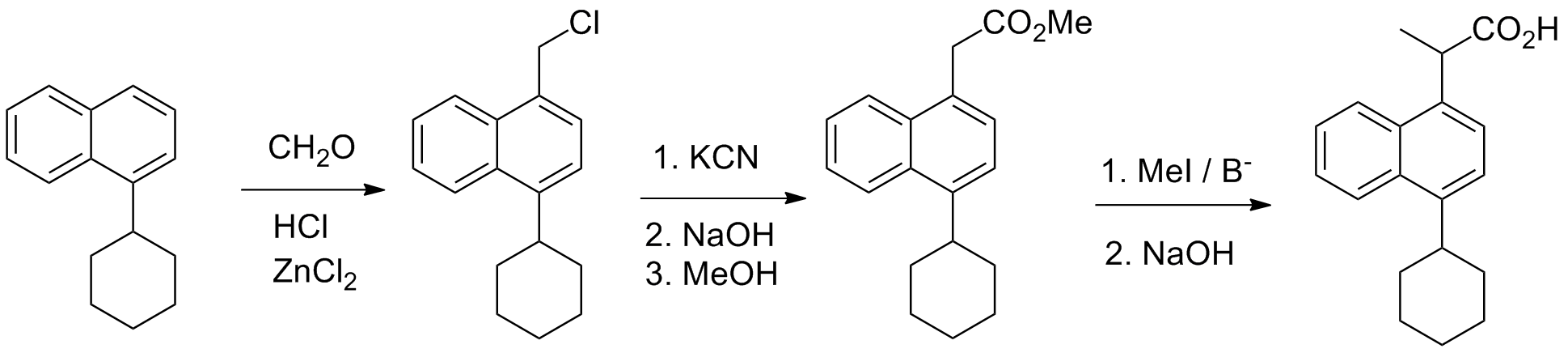
维达洛芬合成：